# Джорджия Шіен
Джорджия Шіен (англ. Georgia Sheehan, 10 липня 1999) — австралійська стрибунка у воду.
Переможниця Ігор Співдружності 2018 року.